# 13405 Dorisbillings
13405 Dorisbillings è un asteroide della fascia principale. Scoperto nel 1999, presenta un'orbita caratterizzata da un semiasse maggiore pari a 2,2949358 UA e da un'eccentricità di 0,0980559, inclinata di 4,83430° rispetto all'eclittica.